# Huis te Ootmarsum
Het Huis te Ootmarsum was een commanderij en havezate in de Nederlandse stad Ootmarsum, provincie Overijssel. 

## Geschiedenis
In 1273 wordt voor het eerst melding gemaakt van een de commanderij in Ootmarsum. Deze commanderij van de Duitse Orde was mogelijk gemaakt dankzij een schenking van goederen in Ootmarsum door de ridders Frederik van Arret en Hendrik van Almelo en de Oldenzaalse burger Liefaard Pape. Zij hadden deze goederen geschonken aan het Duitse Huis in Utrecht en de nieuwe commanderij viel dan ook onder de balije Utrecht.
In de eerste helft van de 15e eeuw ontstond een conflict over de Ootmarsumse commanderij. In 1417 wees de grootmeester van de Duitse Orde de commanderij toe aan de balije Westfalen, maar na een ruil met de commanderij van Tiel kwam de Ootmarsumse vestiging weer in Utrechtse handen. In 1443 eiste de landcommandeur van Westfalen de commanderij van Ootmarsum echter weer op. Pas in 1452 kwam er duidelijkheid toen de grootmeester de commanderij definitief toewees aan de balije Westfalen.
De commanderij van Ootmarsum werd in 1478 een riddermatig goed toen commandeur Frederik van Beveren aan de landdag mocht deelnemen. Dit gold ook voor zijn opvolger Hendrik Bodelschwing. In 1524 werd Berend van Schedelich commandeur. Ook hij werd als riddermatig beschouwd en nam deel aan de Twentse Ridderschap.
In de beginjaren van de Tachtigjarige Oorlog werd het huis gebruikt door zowel Spaanse als Staatse troepen. Hierdoor liep het huis grote schade op.

### Havezate
In 1624 kwam de commanderij onder Johan Diederik van Heiden te staan. Hij werd echter protestant en besloot te trouwen met Godanna van Bronckhorst tot Batenburg. Hij verliet daarom rond 1635 de katholieke Duitse Orde en ruilde zijn bezit in Waldenburg voor de commanderij, die voortaan als kasteel en woonhuis voor het gezin van Johan ging dienen. Nadat het kasteel als havezate was erkend, werd Johan in 1651 toegelaten tot de ridderschap. Vier jaar later werd hij vanwege zijn verdiensten tot baron verheven door de Duitse keizer. Hij overleed in 1669.
Tijdens het rampjaar 1672 raakte Godanna het kasteel tijdelijk kwijt, omdat de binnengevallen bisschop Von Galen besloot het kasteel weer toe te wijzen aan de Duitse Orde. Toen in 1674 vrede werd gesloten, kreeg de familie Van Heiden het kasteel weer terug. Het huis bleef hierna tot eind 18e eeuw in bezit van de familie. In 1767 werd de familie Van Heiden verheven tot graaf, waarna ze de naam Van Heiden Hompesch aannamen.

### Verkoop en afbraak
Waarschijnlijk was het vanwege een financiële schuld dat de erven Van Heiden in 1811 het huis publiekelijk verkochten. Het bezit van een havezate was ook niet meer lucratief, omdat de Franse bezetter alle feodale rechten had afgeschaft en een havezate dus geen speciale voorrechten meer opleverde. Dit betekende dan ook het einde voor de havezate en al in 1825 bleken er geen gebouwen meer te staan op het terrein.
In 1928 schonk de familie Palthe het terrein aan de hervormde kerk van Ootmarsum. Later kwam het terrein in gebruik als locatie van het Openluchtmuseum Ootmarsum. Begin 21e eeuw is ter herinnering aan de voormalige commanderij een deel van de oude terreinen bebouwd met een ‘donjon’, poortgebouw, restaurant en brouwerij.

## Beschrijving
De commanderij is vóór 1273 gebouwd. In 1480 werd door Frederik van Beveren opdracht gegeven een kapel te bouwen, die in 1494 gereed kwam. Deze verving waarschijnlijk een oudere kapel die in 1367 in een oorkonde wordt genoemd.
In 1689 bestond het huis uit een omgracht complex van gebouwen rondom een binnenplaats: het hoofdgebouw, de zandstenen kapel uit 1494, en een aantal bijgebouwen. Het rechthoekige hoofdgebouw kende vier woonlagen en was deels in vakwerk opgetrokken. Een dwarsvleugel had een in vakwerk uitgevoerde aanbouw op palen. Tegen deze vleugel bevond zich een torenachtig bouwwerk van vier bouwlagen.
Bij de commanderij hoorden diverse bezittingen. Naast een sterrenbos, visvijvers en een diergaarde, waren er twee watermolens en 50 boerenerven.
De tuinen zijn na 1754 door Friedrich J.S. van Heiden na 1754 omgevormd tot een park met fonteinen, beelden en een tuinkoepel.

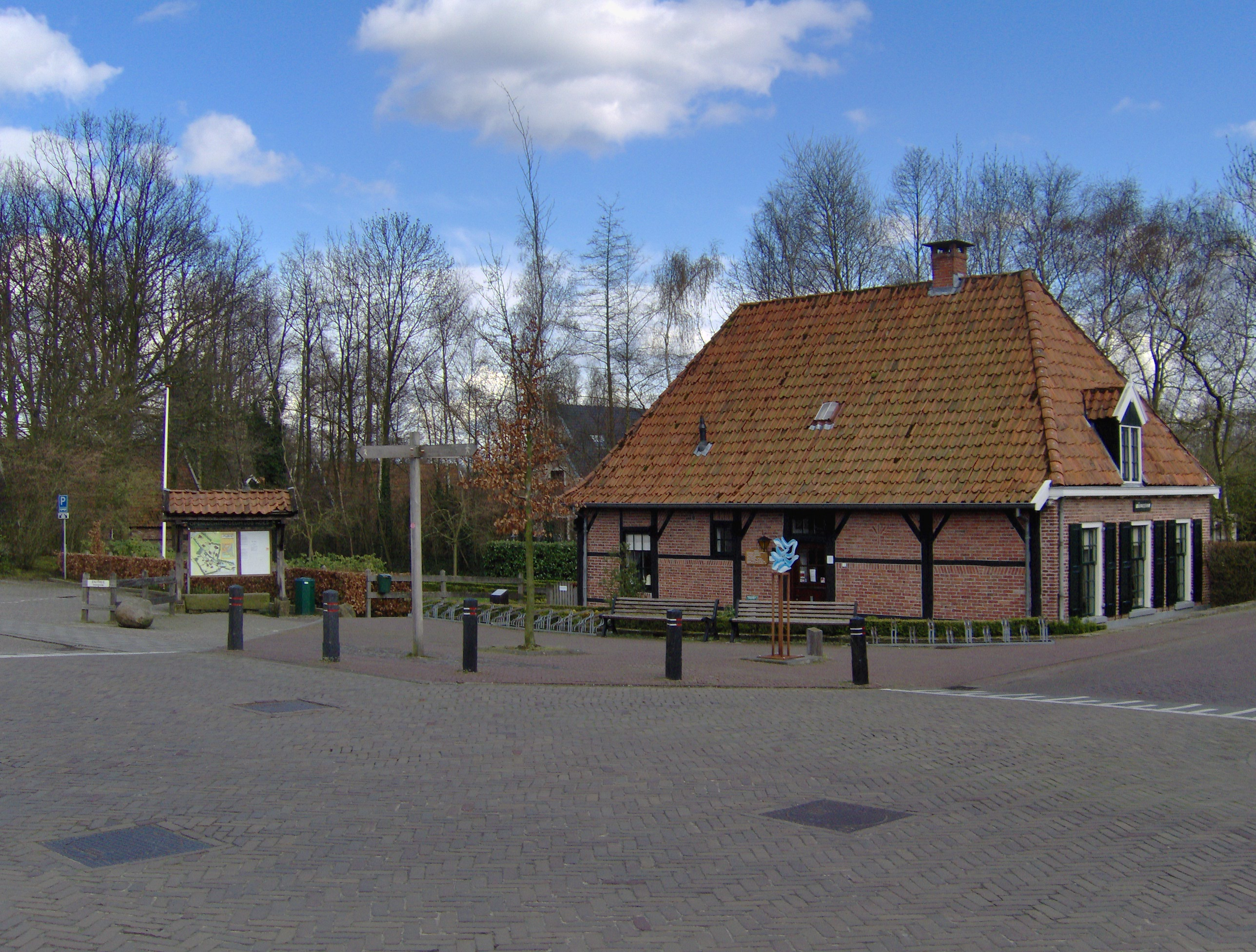
Molenhuisje

Rond 1780 werd overgegaan tot een vernieuwing van het complex. Waarschijnlijk zijn hierbij alle oude gebouwen afgebroken en geheel vervangen door nieuwbouw.
In 1821 bleek er weinig meer over te zijn van het complex en werd nog slechts een lage vleugel te koop aangeboden; het sloopmateriaal van de overige gebouwen werd eveneens verkocht. In 1825 volgde opnieuw een verkoop, maar er stond toen geen gebouw meer op het terrein. De grachten werden gedempt en de grond verkaveld. Van de twee watermolens bleef alleen nog een molenhuisje over, dat in de 20e eeuw onderdeel werd van het openluchtmuseum.

## Trivia
- De gedenksteen uit 1480 waarop de stichting van de nieuwe kapel werd gememoreerd, was terechtgekomen in de muur van een huis in Ootmarsum. In 1956 is de steen uit de muur verwijderd en naar het Rijksmuseum Twenthe overgebracht.[1]
- Op het dak van de commanderie stond een windvaan, die daar in 1699 was geplaatst. Na de afbraak van de commanderie begin 19e eeuw is de windvaan bij particulieren terecht gekomen. In 2016 is de windvaan gerestaureerd en op de nieuwe donjon geplaatst die in datzelfde jaar op het voormalige commanderijterrein werd opgeleverd.[2]

Huis Almelo · Backenhagen · Bellinckhof · Beugelskamp · Beverfeurde · Hof te Boekelo · Borgbeuningen · Brecklenkamp · Huis Diepenheim · Dubbelink · Eeshof · Elsen · Everlo · Eversberg · Grimberg · Grotenhuis · Hagmeule · Heeckeren · Huis Hengelo · Herinckhave · Hoikink · Kevelham · Nijenhuis · Noorddeurningen · Oldemeule · Oldenhof · Olidam · Oosterhof · Huis te Ootmarsum · Pekkedam · Huis Saasveld · Scherpenzeel · Singraven · Stoevelaar · Twickel · Warmelo · Weemselo · Wegdam · Weldam · Weleveld · Westerflier · Woeste
Den Aalshorst · Den Alerdinck · Huis Almelo · Arkelstein · Averbergen · Azoelen · Backenhagen · Bellinckhof · Den Berg · Huis Bergentheim · Beugelskamp · Beverfeurde · Blankena · Hof te Boekelo · Borgbeuningen · Havezate Boskamp · Boxbergen · Havezate Brecklenkamp · Bredenhorst · Buckhorst · Campherbeek · Colckhof · Den Dam · Huis Diepenheim · Dingshof · Dubbelink · Kasteel Eerde · Egede · Havezate Elsen · Everlo · Landgoed Frieswijk · Glinthuis · Huis Gramsbergen · Grimberg · Grotenhuis · De Haere · Haerst · Hagmeule · Slot Hardenberg · Huis Heeckeren · Huis Hengelo · Herxen · Hofstede · Hogenhof · Hondeborg · Katenhorst · Kevelham · Kranenburg · De Kuile · Het Laar · Leemcule · Luttenberg · Mataram · Mennigjeshave · Nijenhuis (Diepenheim) · Nijenhuis (Olst-Wijhe) · Oldemeule · Olidam · Oosterhof · Huis te Ootmarsum · Den Ordel · Pekkedam · Pothof · Rande · Kasteel Rechteren · Het Reelaer · Rhaan · Rutenberg · Huis Saasveld · Havezate Schoonheten · Havezate Schuilenburg · Singraven · Stoevelaar · Kasteel Toutenburg · Twickel · Vechterweerd · Venebrugge · Kasteel Voorst · Warmelo · Wegdam · Weldam · Weleveld · Huis Werkeren · Westerflier · Wittenstein · Zuthem